# Rafinha
 Ikke at forveksle med Rafinha Alcántara.
Márcio Rafael Ferreira de Souza, også kendt som Rafinha, (født 7. september 1985) er en brasiliansk fodboldspiller, der spiller for FC Bayern München i den tyske Bundesliga. Han har tidligere spillet i Schalke 04 og Genoa C.F.C..